# Catedral de la Asunción (Bangkok)
La Catedral de la Asunción (en tailandés: อาสนวิหารอัสสัมชัญ) es la principal iglesia católica de Tailandia, situada en la avenida Oriental 23, en el distrito de Bang Rak de Bangkok. Es la iglesia principal de la arquidiócesis de Bangkok. Fue visitada por el Papa Juan Pablo II durante su viaje a Tailandia en 1984.
La catedral de la Asunción se encuentra a 100 metros del Hotel Oriental y la Embajada de Francia, y el edificio original fue el resultado de la solicitud de un misionero francés, el padre Pascal en 1809 y la obra de un arquitecto francés que vio la catedral terminada en 1821 durante el reinado del Rey Rama II.
La catedral recibió el nombre de Asunción en honor a la Virgen María y se conmemora en la iglesia durante la fiesta de la Asunción, el día de Santa María, el 15 de agosto.
Durante la segunda mitad del siglo XIX, la iglesia y sus alrededores desempeñaron un papel importante para los misioneros cristianos que llegaban a Bangkok, sobre todo a partir de 1860. La catedral forma parte de una serie de edificios, como la Escuela del Convento de la Asunción (Tailandia), la Misión Católica de Bangkok, la Imprenta de la Asunción y la rectoría, que fueron habitados por los misioneros durante su estancia en la ciudad.
Sin embargo, en torno a 1909 o 1910, la iglesia sufrió una importante reconstrucción y fue reconstruida en estilo románico entre 1910 y 1918. La iglesia tiene una estructura rectangular relativamente alta, con un exterior de ladrillo rojo que destaca sobre los edificios blancos que la rodean. Las altas torres cuadradas flanquean la entrada principal. En el interior hay un techo alto adornado con muchas decoraciones ornamentales. Los costes de construcción fueron sufragados en gran parte por un empresario católico local, el Sr. Low Khiok Chiang (también conocido como Jacobe), propietario de la cercana Kiam Hoa Heng & Company, una empresa familiar china de Teochew.
En 1942, durante la II Guerra Mundial, los bombardeos aliados destruyeron los edificios cercanos, lo que causó graves daños a la iglesia, que poco después sufrió una profunda restauración y fue parcialmente reformada en las décadas de 1980 y 1990. En la actualidad se utilizan vidrieras en la catedral.
La catedral de la Asunción ha recibido la visita de dos sumos pontífices. Primero, en mayo de 1984, la catedral acogió al papa Juan Pablo II y el 22 de noviembre de 2019, el papa Francisco visitó la catedral durante su visita apostólica a Tailandia, donde celebró la santa misa con jóvenes católicos de todo el país, dado que la iglesia es el centro de la diócesis católica de ese país.
La iglesia está abierta los siete días de la semana. Los servicios de misa de los domingos se celebran a las 6.00, 7.30, 8.30, 10.00 y 17.00 horas.